# Estación La Cesira
La Cesira es una estación ferroviaria ubicada en la localidad del mismo nombre, Departamento Presidente Roque Sáenz Peña, Provincia de Córdoba, República Argentina.

## Servicios
Actualmente presta servicios de la empresa operadora de este tramo, Trenes Argentinos Cargas, en los servicios de carga desde Villa María hacia Rufino.

## Historia
En el año 1891 fue inaugurada la Estación, por parte del Ferrocarril Buenos Aires al Pacífico, en el ramal Rufino-Villa María, Sólo de Cargas.